# Oxyopes ruwenzoricus
Oxyopes ruwenzoricus là một loài nhện trong họ Oxyopidae.
Loài này thuộc chi Oxyopes. Oxyopes ruwenzoricus được Embrik Strand miêu tả năm 1913.